# Покровский остров

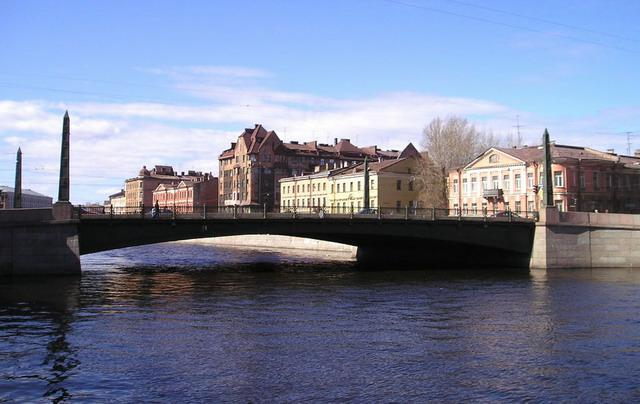
Египетский мост

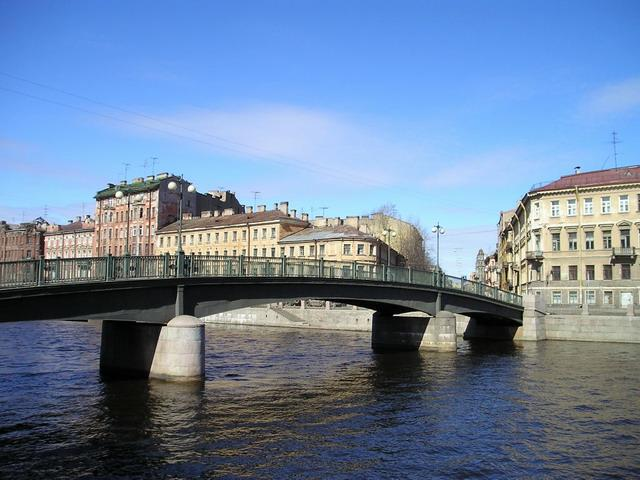
Английский мост

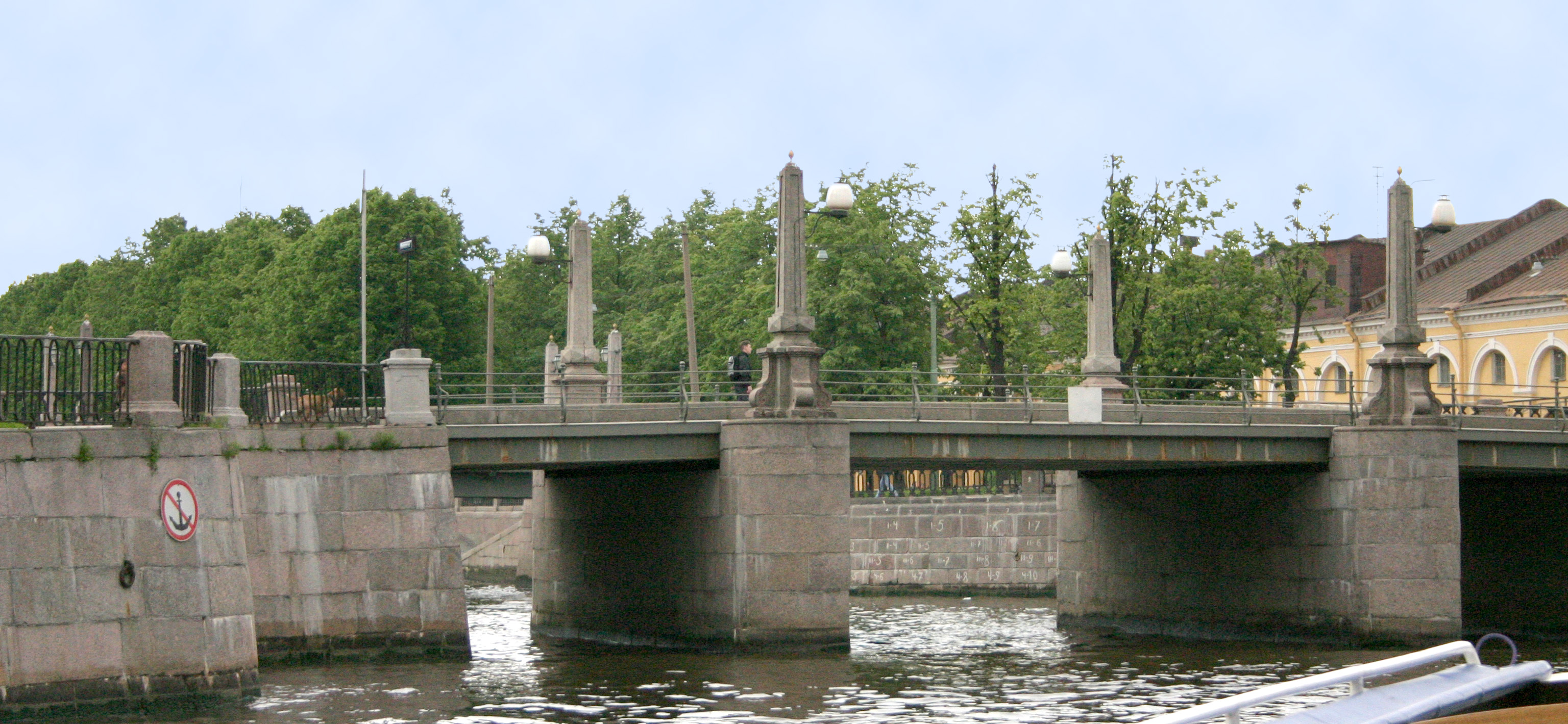
Пикалов мост

Покро́вский остров — остров в дельте Невы на территории Санкт-Петербурга, ограниченный рекой Фонтанкой, каналом Грибоедова и Крюковым каналом.

## История
Вместе с Казанским, Коломенским и Спасским островами составлял Первушин остров. Название появилось в XIX веке и произошло от находившейся на острове церкви Покрова Пресвятой Богородицы (разрушена).

## Мосты
С другими островами Покровский остров соединяют девять мостов:
- с Коломенским островом через канал Грибоедова с северной и северо-западной стороны:
  - Пикалов мост (по набережной Крюкова канала)
  - Могилёвский мост (в створе Лермонтовского проспекта)
  - Аларчин мост (в створе Английского проспекта)
  - Коломенский мост (пешеходный, в створе улицы Володи Ермака на Коломенском острове)
  - Мало-Калинкин мост (по набережной Фонтанки)
- со Спасским островом через Крюков канал с восточной стороны:
  - Выше по течению находится Старо-Никольский мост (в створе Садовой улицы)
  - Ниже — Смежный мост (по набережной Фонтанки)
- с Безымянным островом через реку Фонтанку с южной стороны:
  - Египетский мост (в створе Лермонтовского проспекта)
  - Английский мост (пешеходный, в створе Английского проспекта)

## Достопримечательности
- «Семимостье» — место вблизи пересечения канала Грибоедова и Крюкова канала, с которого видны семь мостов: Красногвардейский, Пикалов и Старо-Никольский — в непосредственной близости; Кашин — через Крюков канал к северу; Ново-Никольский — через канал Грибоедова к востоку; Могилевский — через канал Грибоедова к западу; Смежный — через Крюков канал к югу.
- площадь Тургенева

## Улицы
На острове расположены:
- Садовая улица (участок от Крюкова канала до Мало-Калинкина моста)
- Лермонтовский проспект (участок от Фонтанки до канала Грибоедова)
- Английский проспект (участок от Английского моста до канала Грибоедова)
- Канонерская улица
- улица Лабутина
- улица Пасторова
- переулок Макаренко
- Климов переулок
- Прядильный переулок
- Люблинский переулок
- Калинкин переулок